# Jönköpings tingsrätt

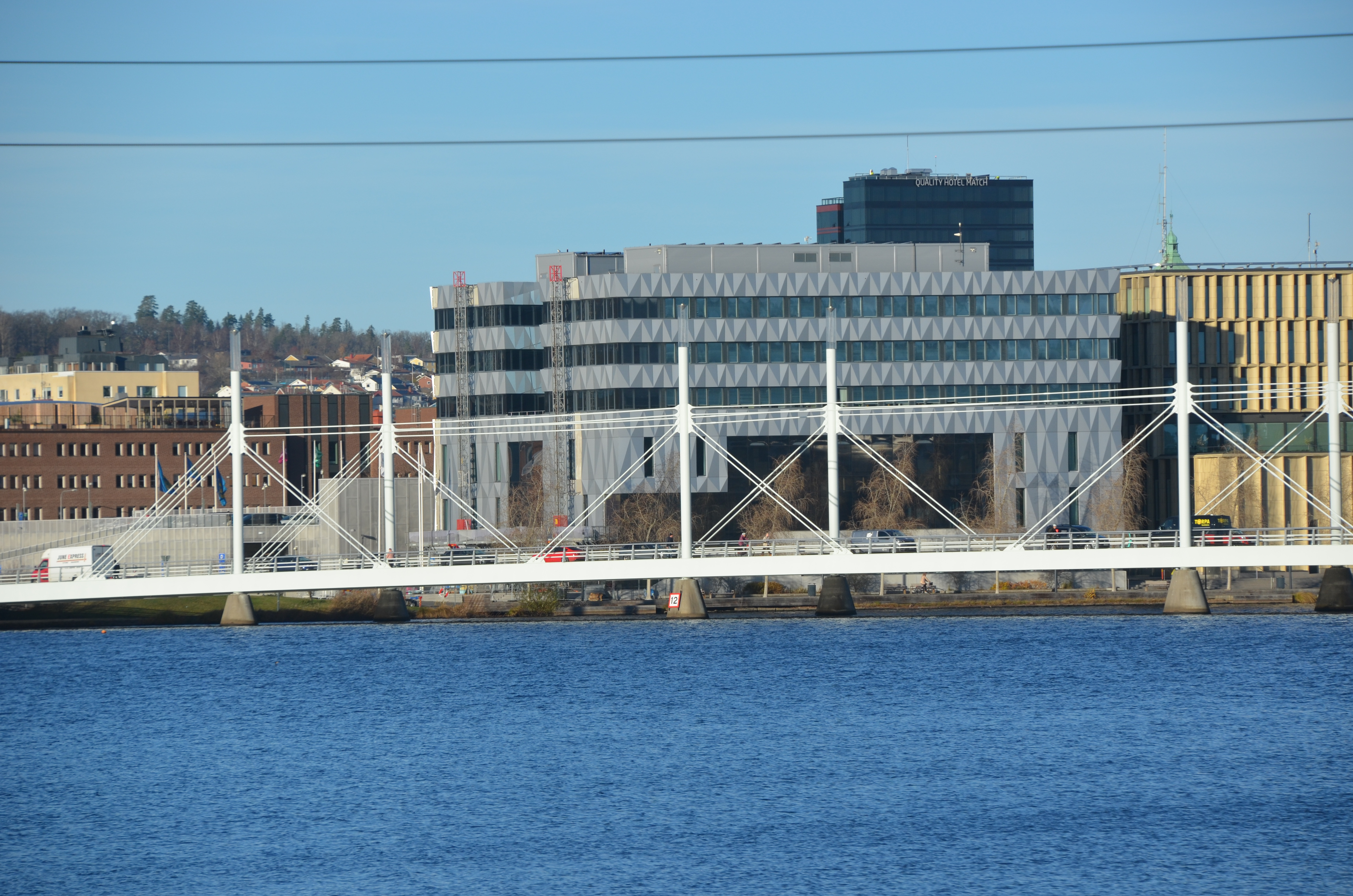
Jönköpings tingsrätt, 2024

Jönköpings tingsrätt är en tingsrätt i Sverige, vars kansli ligger i Jönköping. Domkretsen omfattar kommunerna Gislaved, Gnosjö, Habo, Jönköping, Mullsjö, Vaggeryd och Värnamo. Tingsrätten med dess domkrets ingår i domkretsen för Göta hovrätt. 

## Administrativ historik
Vid tingsrättsreformen 1971 bildades denna tingsrätt i Jönköping och dess domkrets (domsaga) av Jönköpings rådhusrätt med dess domkrets och Tveta, Vista och Mo tingslag, förutom de områden i Tveta härad som kom att tillhöra Nässjö kommun och de områden i Mo härad som kom att tillhöra andra kommuner än Jönköpings. Dessutom ingick i domsagan det område i Njudungs tingslag som ingick i Jönköpings kommun. Tingsrätten använde det gamla tingshuset för Tveta, Vista och Mo tingslag från 1904 innan ett nytt stod färdigt 1984.  Domsagan utgjordes av Jönköpings kommun.
Tingsrättens domkrets utökades 1998 med Habo och Mullsjö kommuner från Falköpings domsaga i samband med att kommunerna bytte länstillhörighet.
Tingsrättens domkrets utökades den 26 september 2005 med Värnamo domsaga: Gnosjö, Gislaveds, Vaggeryds och Värnamo kommuner och hade därefter till 31 augusti 2006 även en tingsplats i Värnamo.

## Lagmän
- 1971–1978: Nils Rappe
- 1978-1980: Lars Åhlén
- 1981-1990: Christer Wibling
- 1990-2008: Anders Nordström
- 2009–2016: Charlotte Brokelind
- 2017- Karin Nacke